# Железнички сигнал
Железнички сигнал је механички или електрични уређај, који се налази поред железничке пруге како би прослеђивао информацију о статусу железничке линије испред возача воза. Сигнал може информисати возача о сигурној брзини којом се воз може кретати. Такође може да нареди возачу да заустави воз.

## Примена и позиционирање сигнала

### Сигнали се користе за означавање једног или више од следећих стања:
- железничка линија испред је слободна или блокирана.
- возач има право да настави вожњу.
- скретнице су правилно постављене.
- начин на који су постављене скретнице.
- брзина којом воз може да путује.
- статус следећег сигнала (предсигнал).

### Сигнали се могу поставити:
- на почетку одељка колосека.
- код прилаза покретном објекту у инфраструктури, попут скретница.
- пре других сигнала.
- пре доласка на железничко-друмски прелаз.
- испред перона, тј. перона или других места на којима се возови могу зауставити.
- на путничким стајалиштима и станицама.

За железничке линије, које су изграђене за велике брзине, према конвенцији обично преко 160 km/h, али обично минимално 200 km/h, користе се сигнални системи за возове велике брзине. Њихова карактеристика је континуирано слање података о стању железничке линије. Неки чак немају сигнале постављене дуж трасе, али бежично комуницирају путем радио таласа са рачунаром уграђеним у погонску јединицу (локомотиву или моторни воз).

## Аспекти и индикације
Сигнали имају аспекте и индикације. Аспект је визуелни изглед сигнала; индикација је значење. У америчкој пракси индикације имају конвенционалне називе, тако да на пример „Средњи приступ“ значи „Наставите не прекорачујући средњу брзину; будите спремни да се зауставите на следећем сигналу“. Различите железнице су историјски придавале различита значења истом аспекту, тако да је уобичајено да се као резултат спајања открије да различите поделе модерне железнице могу имати различита правила која регулишу тумачење аспеката сигнала. На пример, аспект заустављања се односи на било који аспект сигнала који не дозвољава возачу да прође сигнал.
Возачи морају да буду свесни који су сигнали аутоматски. У тренутној британској пракси, на пример, аутоматски сигнали имају белу правоугаону плочу са црном хоризонталном линијом преко ње. У америчкој пракси дозвољени сигнал се обично означава присуством регистарске таблице. У аустралијским државама Нови Јужни Велс, Викторија и Јужна Аустралија, као и на Новом Зеланду, дозвољени сигнал има доњи сет светла померених (обично удесно) од горњих светала; у Викторији и Новом Зеланду, апсолутни сигнал који приказује црвено или бело „А“ светло се такође третира као пермисивни сигнал. Неки типови сигнала приказују одвојене аспекте дозвољеног и апсолутног заустављања. У Немачкој, правила која важе за одговарајући сигнал су означена вертикалном плочом на стубу сигнала (Mastschild).

## Форме сигнала
Сигнали се разликују и по начину на који приказују аспекте и по начину на који су постављени у односу на стазу.

### Механички сигнали
Најстарији облици сигнала приказују своје различите индикације тако што се део сигнала физички помера. Најранији типови су се састојали од даске која је била или окренута лицем ка и потпуно видљива возачу, или ротирана тако да је била практично невидљива. Ови сигнали су имали две или највише три позиције.
Семафорски сигнали су развијени у Француској крајем 18. века, пре него што су их касније усвојиле железнице. Први железнички семафор је подигао Чарлс Хатон Грегори на железници Лондон и Кројдон (касније Брајтон) код Њу Крос капије у југоисточном Лондону 1841. године. По облику је био сличан оптичким телеграфима који су тада на копну замењени електричним телеграфом. Грегоријеву инсталацију прегледао је и одобрио у име Трговинског одбора генерал-мајор Чарлс Пасли. Песли је 1822. године измислио систем оптичке телеграфије кроз семафоре за британску војску, и изгледа да је Грегорију предложио примену семафора на железничку сигнализацију. Семафор је касније брзо прихваћен као фиксни сигнал скоро универзално. Понекад су се користили дискни сигнали, попут оних које је производила компанија Хол Сигнал, али су семафори могли да се читају на много већим удаљеностима. Проналазак електричног светла, које је могло да буде светлије од уљаних лампи и стога видљиво и ноћу и дању, резултирало је развојем позиционих светлосних сигнала и светлосних сигнала у боји почетком 20. века, који су постепено изместили семафори. Неколико њих је остало у модерним операцијама у Уједињеном Краљевству.
У САД су семафори коришћени као сигнали за редослед воза, са сврхом да укажу инжењерима да ли треба да зауставе да приме телеграфисано наређење, а такође и као једноставно један облик блока сигнализације.

### Светлосни сигнали у боји
Сигнали рефлектора су до недавно били најчешће коришћени тип сигнала у САД. У њима се у свакој глави користи једна сијалица са жарном нити, а релејни механизам за наизменичну или једносмерну струју се користи за померање стакла у боји испред лампе. На овај начин, гравитација враћа црвени округли део у оптички пут лампе. Заправо овај механизам је веома сличан светлосном сигналу у боји који је укључен у електрични сигнал семафора, осим што изостављање крака семафора омогућава да се округле плоче умање и затворе у кућиште отпорно на временске услове. Широко коришћени у САД од Другог светског рата па надаље, сигнали рефлектора имају недостатак што имају покретне делове који се могу намерно мењати. То је довело до тога да су постали мање уобичајени током последњих пар деценија када је вандализам почео да их чини подложним лажним индикацијама.
Међутим, у неким другим земљама, као што су Италијанске железнице (FS), као из Реголаменто Сегнали, они су и даље стандардни светлосни сигнал у боји, мада су нове инсталације као што је наведено у наставку.
У скорије време, кластери LED диода су почели да се користе уместо сијалица, рефлектора и сочива. Они користе мање енергије и имају наводни радни век од десет година, али то у стварности можда није случај.

### Позициони светлосни сигнали
Позициони светлосни сигнал је онај где положај светала, а не њихова боја, одређује значење. Аспект се састоји искључиво од узорка осветљених светала, које су све исте боје. У многим земљама, мали позициони светлосни сигнали се користе као скретничарски сигнали, док су главни сигнали светлосног облика у боји. Такође, многи системи трамваја (као што је Метро у Вулверхемптону) користе сигнале позиционих светла.

## Монтажа сигнала
Сигнали на линији морају бити постављени у близини стазе коју контролишу.

### Доказивање лампом
Када се лампе покваре, то може резултирати аспектима који су мање рестриктивни (велика брзина) него када су лампе правилно упаљене. Ово је потенцијално опасно.
На пример, у пракси Уједињеног Краљевства, ако бели индикатор „пера“ не успе, перо мале брзине у комбинацији са зеленим светлом, што је мала брзина, постаје зелено светло само по себи, што је велика брзина. Релеј за проверу лампе би детектовао смањење струје када више од две лампе не раде у неисправном индикатору перја, и спречио би да се зелено прикаже. Такође може да прикаже индикацију на панелу сигнализатора.
Због ове могућности, већина сигнала је конфигурисана да буде безбедна.
На пример, трепћући аспект се може користити за приказ мање рестриктивног сигнала. У овом случају, ако релеј који контролише трептање поквари, сигнал постаје више ограничавајући. Трепћућа жута, у Канади и Сједињеним Државама, барем на горњим или средњим главама ако постоји више од једног светла, значи да напредујете чисто да бисте се зауставили (или алтернативно напредујте с прилазом) што значи да очекујете да ће следећи сигнал бити јасан, али не и један после. Пуно жуто значи да је јасно за заустављање (или алтернативно приступ), што значи да очекујете да ће следећи сигнал бити заустављање.